# 星球日报
星球日报（英語：Daily Planet）是一个出现在DC漫画中的虚拟报社，通常与超人有关。星球日報首次出现在《動作漫畫》#23（1940年4月）
这家报社建立大都会裏，并且克拉克·肯特、露薏絲·蓮恩和吉米·奥尔森都是其员工，佩瑞·怀特则担任報社的主编。在《蝙蝠侠：缄默》的故事情节中，它被命名为韦恩娱乐的一个子公司。星球日报建筑的建筑设计似乎是基于旧多伦多的星光大厦，舒斯特曾经声称大都会的设计灵感来自于多伦多。
据说这家报纸位于大都会的中心，在第五街和康科德巷的角落。一个故事中曾经说星球日报于1775年开始出版，乔治·华盛顿为第一个每日版本写了客座社论。星球日报大厦的最有特色和著名的特点是巨大的地球坐落在建筑物的顶部。